# Ковель (пункт контролю)
51°13′17.5″ пн. ш. 24°42′44.5″ сх. д. / 51.221528° пн. ш. 24.712361° сх. д.

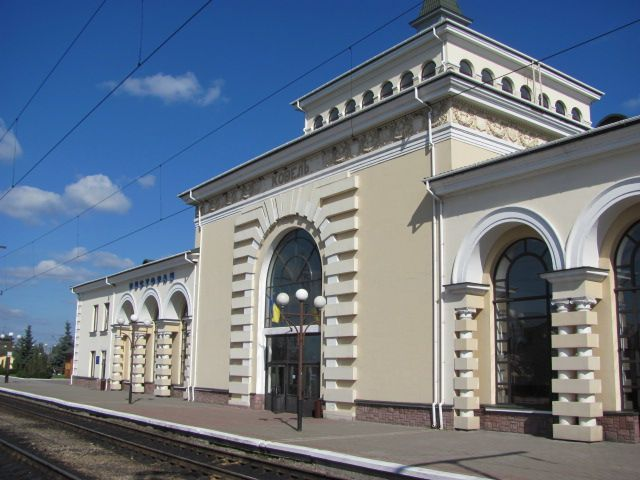
Залізнична станція Ковель

Ко́вель — пункт контролю на державному кордоні України на кордоні з Білоруссю.
Розташований у Волинській області, на залізничній станції Ковель в однойменному місті на залізничному відрізку Ковель — Берестя (Білорусь). Відстань до державного кордону — 56 км.
Вид пункту пропуску — залізничний. Статус пункту пропуску — міжнародний.
Характер перевезень — вантажний.
Окрім радіологічного, митного та прикордонного контролю, пункт контролю «Ковель» може здійснювати санітарний, фітосанітарний, ветеринарний та екологічний контроль.
Пункт контролю «Ковель» входить до складу митного посту «Ковель» Ягодинської митниці. Код пункту контролю — 20506 09 00 (12).